# Arnac-Pompadour

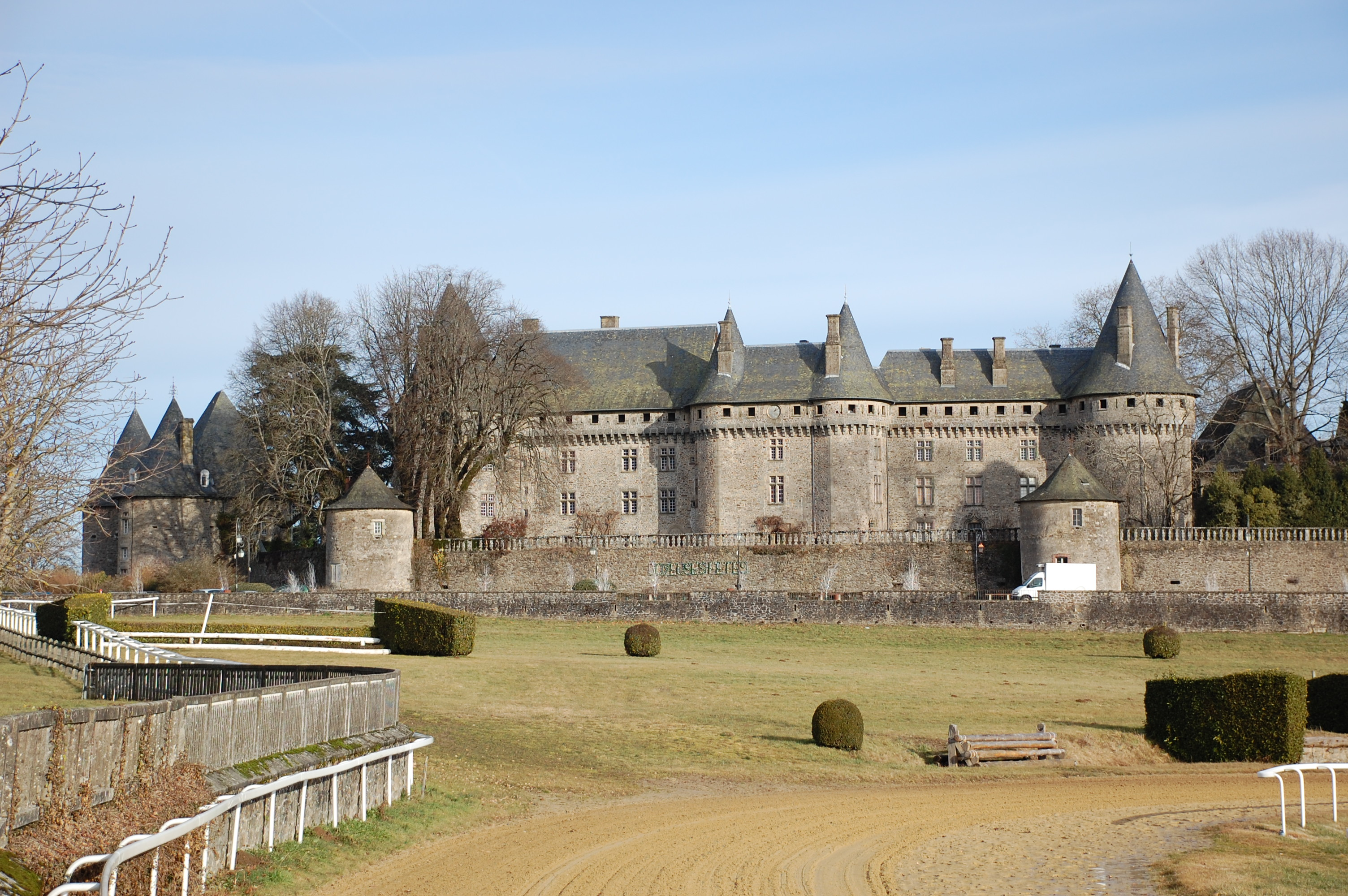
Zamek w Arnac-Pompadour (2008)

Arnac-Pompadour – miejscowość i gmina we Francji, w regionie Nowa Akwitania, w departamencie Corrèze.
Według danych na rok 1990 gminę zamieszkiwały 1444 osoby, a gęstość zaludnienia wynosiła 96 osób/km² (wśród 747 gmin Limousin Arnac-Pompadour plasuje się na 74. miejscu pod względem liczby ludności, natomiast pod względem powierzchni na miejscu 444.).

## Populacja

Populacja Arnac-Pompadour w latach 1962–2008